# Celaena haworthii
A Celaena haworthii (németből fordított nevén: Haworth mocsári bagoly) a rovarok (Insecta) osztályának a lepkék (Lepidoptera) rendjéhez, ezen belül a bagolylepkefélék (Noctuidae) családjához tartozó faj. Adrian Hardy Haworth brit etimológusról és botanikusról kapta a nevét.

## Elterjedése
Franciaországban és a Brit-szigeteken, Észak-Európában és Szibérián keresztül a Távol-Keletig, a Csendes-óceánig többnyire mocsaras területeken található.

## Megjelenése
- lepke: szárnyfesztávolsága: 25–30 mm, az első első szárnyak színe sárgásbarnától vagy szürkésbarnától a barnás feketéig változhat, nyíl alakú fehér folttal díszített. A hátsó szárnyak szürkés-barna színűek.
- hernyó: színe a rózsaszíntől a vöröses barnáig változhat.

## Életmódja
- nemzedék: egy nemzedékes faj, júliustól október elejéig rajzik. A lepkék a közönséges csarab (Calluna vulgaris), szurokfű (Origanum vulgare) vagy a lápfű fajok nektárjával táplálkoznak.  A hernyó telel át többnyire mélyen a tápnövény szárában.
- hernyók tápnövényei: különböző fűfélék, a gyapjúsás (Eriophorum) és szittyó (Juncus).

## Fordítás
- Ez a szócikk részben vagy egészben  a   Haworths Mooreule című német Wikipédia-szócikk fordításán alapul.  Az eredeti cikk szerkesztőit annak laptörténete sorolja fel. Ez a jelzés csupán a megfogalmazás eredetét és a szerzői jogokat jelzi, nem szolgál a cikkben szereplő információk forrásmegjelöléseként.